# Niederlausitzer Fußballmeisterschaft 1900/01
Die Niederlausitzer Fußballmeisterschaft 1900/01 war die erste vom Verband Niederlausitzer Ballspiel-Vereine (VNBV) ausgetragene Niederlausitzer Fußballmeisterschaft. Der VNBV wurde im Frühjahr 1900 gegründet, ihm gehörten anfangs acht Vereine an. Die im Rundenturnier ausgetragene Meisterschaft sicherte sich der SC Alemannia Cottbus. Eine deutschlandweit ausgespielte deutsche Fußballmeisterschaft gab es noch nicht. Nachdem sich zwischen November 1900 und Januar 1901 bereits einige Mannschaften zurückgezogen hatten, wurde der Verband im Frühjahr aufgelöst. Ein Wiederbelebungsversuch im September 1901 scheiterte, erst am 14. Januar 1904 wurde der Verband wiedergegründet.

## Abschlusstabelle
| Pl. | Verein                   | Sp. | S | U | N | Tore    | Quote | Punkte |
| --- | ------------------------ | --- | - | - | - | ------- | ----- | ------ |
| 1.  | SC Alemannia Cottbus     | 6   | 5 | 0 | 1 | 031:300 | 10,33 | 10:20  |
| 2.  | FV Brandenburg Cottbus   | 6   | 4 | 1 | 1 | 015:200 | 7,50  | 09:30  |
| 3.  | FC Rapide 1899 Sandow    | 5   | 3 | 1 | 1 | 014:600 | 2,33  | 07:30  |
| 4.  | SC Viktoria Cottbus      | 4   | 3 | 0 | 1 | 007:500 | 1,40  | 06:20  |
| 5.  | Excelsior Cottbus        | 6   | 1 | 1 | 4 | 001:260 | 0,04  | 03:90  |
| 6.  | FC Vorwärts Cottbus      | 6   | 0 | 2 | 4 | 004:300 | 0,13  | 02:10  |
| 7.  | Preußen Vetschau a       | 5   | 0 | 1 | 4 | 002:200 | 1,00  | 01:90  |
| 8.  | TuFC Britannia Cottbus b | 0   | 0 | 0 | 0 | 000:000 | 1,00  | 0:0    |